# تاريخ التصوف
التصوف الإسلامي جزءٌ أساسيٌ في التراث الإسلامي، والاهتمام بالتصوف قديمٌ، تناوله المؤرخون والعلماء العرب والمسلمون كالطوسي، والكلاباذي، والقشيري وغيرهم، كما ألف فيه فلاسفة كابن سينا والغزالي وابن خلدون، وتجادل فيه الفقهاء وعلماء الكلام، إضافةً إلى جهود المستشرقين.
ولم يتفق هؤلاء على رأيٍ واحدٍ سواء تعلق الأمر بحدوده أو أصوله فاختلفت الآراء والمشارب حوله. فالتصوف ليس ظاهرة إسلامية خاصة بل إن جذوره وعروقه تمتد في أي فكرٍ دينيٍ عموماً، حتى إن كثيراً من الدارسين ربطه بأصولٍ غير إسلاميةٍ كالمسيحية والهندية والفارسية والفلسفة اليونانية. بينما يرفض رأيٌ آخرٌ هذه الصلات جملةً وتفصيلاً ويرده إلى أصوله الإسلامية ومنابعه الأولى القرآن والسنة.

## أصل كلمة التصوف

### من حيث اللغة
كثرت الأقوال في اشتقاق التصوف عند المسلمين على عدة أقوال، أشهرها:
- أنه من الصوفة، لأن الصوفي مع الله كالصوفة المطروحة، لاستسلامه لله تعالى.
- أنه من الصِّفة، إذ أن التصوف هو الاتصاف بمحاسن الأخلاق والصفات، وترك المذموم منها.
- أنه من الصُفَّة، لأن صاحبه تابعٌ لأهل الصُفَّة الذين هم الرعيل الأول من رجال التصوف (وهم مجموعة من المساكين الفقراء كانوا يقيمون في المسجد النبوي ويعطيهم رسول الله ﷺ من الصدقات والزكاة طعامهم ولباسهم).
- أنه من الصفّ، فكأنهم في الصف الأول بقلوبهم من حيث حضورهم مع الله؛ وتسابقهم في سائر الطاعات.
- أنه من الصُوف، لأنهم كانوا يؤثرون لبس الصوف الخشن للتقشف والاخشيشان.
- أنه من الصفاء، فلفظة «صوفي» على وزن «عوفي»، أي: عافاه الله فعوفي، وقال أبو الفتح البستي:

- أنها في الأصل صفوي، ونقل ذلك الطوسي أبو نصر السراج، في كتابه الذي يعد أقدم مرجعٍ صوفيٍ، عن صوفي فقال: (كان في الأصل صفويًا، فاستثقل ذلك، فقيل: صوفي – وبمثل ذلك نقل عن أبي الحسن الكناد: هو مأخوذ من الصفاء).[3]
- أرجع البعض اسم «التصوف» إلى رجلٍ زاهدٍ متعبدٍ في الجاهلية كان يلقب ب (صوفة) واسمه الغوث بن مر بن أد، كما أشار الزمخشري في أساس البلاغة والفيروز آبادي في قاموسه المحيط إلى أن قوماً في الجاهلية سموا بهذا الاسم وكانوا يلون إجازن الناس بالحج في مكة ومن تشبه بهم سمي صوفي.[4] ومنهم نشأت طبقة المتحنفين مثل ورقة بن نوفل.[1]
- يرى المستشرقون أن كلمة صوفي مأخوذةٌ من (صوفيا) اليونانية بمعنى الحكمة، وعندما فلسفت العرب عبادتهم حرّفوا الكلمة وأطلقوها على رجال التعبد والفلسفة الروحية، أو مأخوذة من (ثيوصوفيا) بمعنى الإشراق أو محب الحكمة الإلهية.[5][6] وبسبب المشابهة الصوتية بين كلمة (صوفي) والكلمة اليونانية (صوفيا)، وكذلك لوجه الشبه الموجود بين كلمة (تصوف)، (تيوصوفيا)، فإن كلمتي صوفي وتصوف أخذتا من الكلمتين اليونانيتين (سوفيا) و (وتيوسوفيا)، وبهذا الرأي أخذ محمد لطفي جمعة، إلا أن نولدكه أثبت خطأ هذا الزعم كما أيده في ذلك نيكلسون، وماسينيون، وبالإضافة إلى البراهين القوية الأخرى التي أقامها نولدكه، فإنه يدلل على أن (س) اليونانية نقلت إلى العربية كما هي سينا، لا صادًا، كما أنه لا يوجد في اللغة الآرامية كلمة تعد واسطة لانتقال سوفيا إلى الصوفي.[7]

فهذا هو الاختلاف الواقع في أصل لفظة التصوف واشتقاقها، ولذلك اضطر الصوفي القديم علىّ الهجويري المتوفى سنة 465 هـ إلى أن يقول: (إن اشتقاق هذا الاسم لا يصحّ من مقتضى اللغة في أي معنىً، لأن هذا الاسم أعظم من أن يكون له جنس ليشتق منه). وبمثل ذلك قال القشيري في رسالته: (ليس يشهد لهذا الاسم من حيث العربية قياس ولا اشتقاق). كما أنه مما لاشك فيه أنه لا يصح ولا يستقيم اشتقاقه من حيث اللغة إلا من الصوف، ولو أنه هو اختيار الكثيرين من الصوفية وغيرهم كالطوسي، وأبي طالب المكي، والسهروردي وأبي المفاخر يحيى باخرزي، وابن تيمية، وابن خلدون من المتقدمين. وأرجح الأقوال وأقربها إلى العقل مذهب القائلين بأن الصوفي نسبة إلى الصوف، وأن المتصوف مأخوذ منه أيضا، فيقال: تصوّف إذا لبس الصُوف).

### من حيث الاصطلاح
كثرت الأقوال أيضا في تعريف التصوّف تعريفًا اصطلاحيًا على آراءٍ متقاربةٍ، كلٌ منها يشير إلى جانبٍ رئيسيٍ في التصوف، والتي منها:
- قول الشيخ زكريا الأنصاري: التصوّف علمٌ تُعرف به أحوال تزكية النفوس، وتصفية الأخلاق وتعمير الظاهر والباطن لنيل السعادة الأبدية.[11]
- قول الشيخ أحمد زروق: التصوف علمٌ قصد لإصلاح القلوب وإفرادها لله تعالى عما سواه. والفقه لإصلاح العمل وحفظ النظام وظهور الحكمة بالأحكام. والأصول «علم التوحيد» لتحقيق المقدمات بالبراهين وتحلية الإيمان بالإيقان.[12] وقال أيضًا: وقد حُدَّ التصوف ورسم وفسّر بوجوهٍ تبلغ نحو الألفين، مرجع كلها لصدق التوجه إلى الله، وإنما هي وجوه فيه.[13]
- قول الإمام الجنيد: التصوّف استعمال كل خُلق سني، وترك كل خُلق دني.[14]
- قول الإمام أبو الحسن الشاذلي: التصوّف تدريب النفس على العبودية، وردّها لأحكام الربوبية.[15]
- قول الإمام ابن عجيبة: التصوّف هو علمٌ يُعرف به كيفية السلوك إلى حضرة ملك الملوك، وتصفية البواطن من الرذائل، وتحليتها بأنواع الفضائل، وأوّله علم، ووسطه عمل، وآخره موهبة.[16]

## جذور التصوف

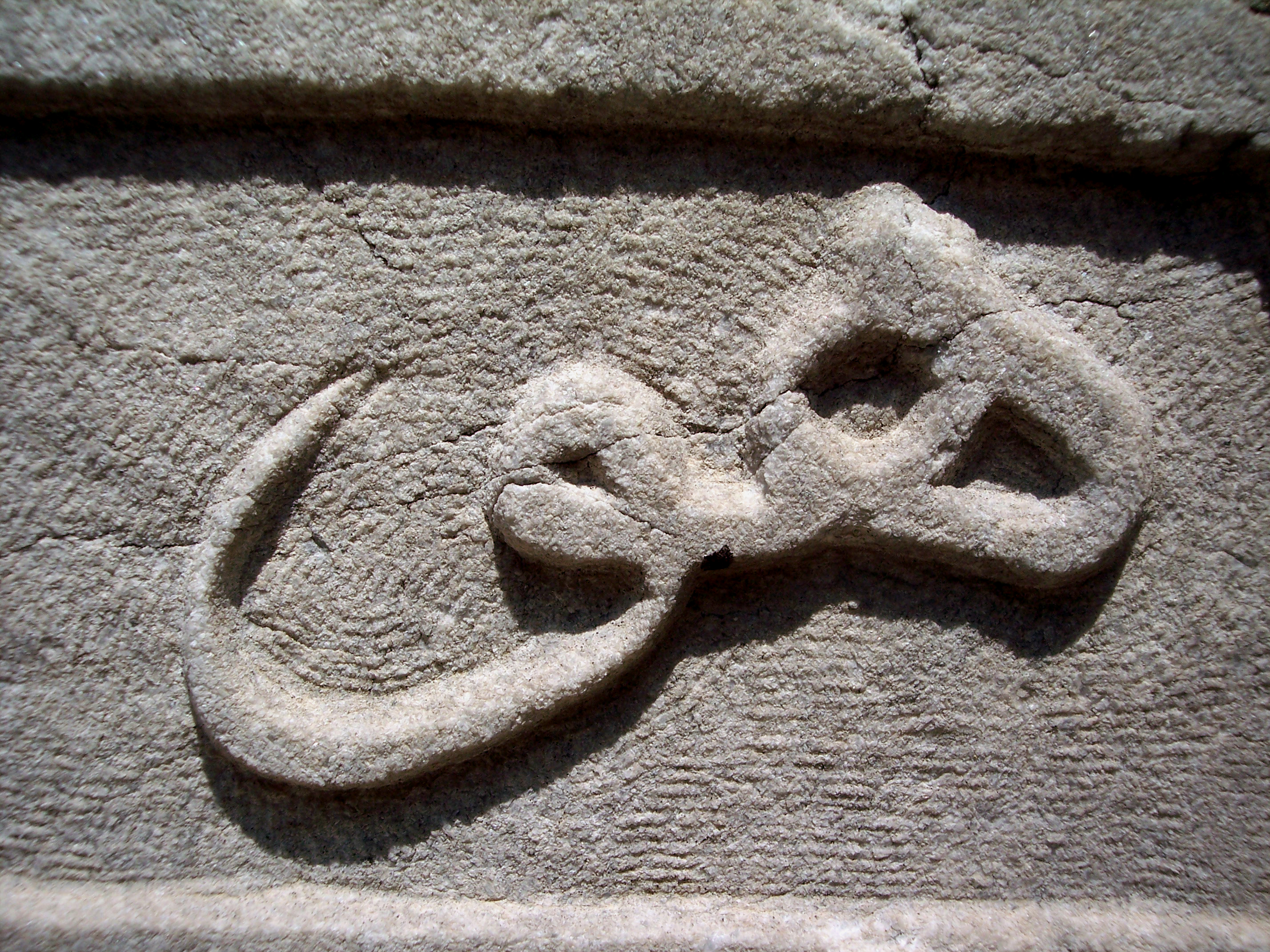
هو كلمة تستخدم للدلالة على الله في الطرق الصوفية. تم العثور على هذا النقش في قبر قديم يعود إلى فترة العصر العثماني

### أصل التصوف
يدّعي المتصوفة أن أصل التصوّف يرجع - كسلوكٍ وتعبدٍ وزهدٍ في الدنيا وإقبالٍ على العبادات واجتناب المنهيات ومجاهدةٍ للنفس وكثرةٍ لذكر الله - إلى عهد رسول الله محمد وعهد الصحابة، فيقول محمد سعيد الجمل: "وأن أول صوفيٍ هو رسول الله محمد بن عبد الله ﷺ، لأنه بحد ذاته أول من دخل الخلوة في غار حراء". وأن التصوف يستمد أصوله وفروعه من تعاليم الدين الإسلامي المستمدة من القرآن والسنة النبوية. وكوجهة نظرٍ أخرى، يرى بعض الناس أن أصل التصوف هو الرهبنة البوذية، والكهانة النصرانية، والشعوذة الهندية، وأصول الديانة الفارسية التي ظهرت بخراسان. بينما يرفض الصوفية تلك النسبة ويقولون بأن التصوّف ما هو إلا التطبيق العملي للإسلام، وأنه ليس هناك إلا التصوف الإسلامي فحسب.
وأول من بنى ديرة التصوف بعض أصحاب عبد الواحد بن زيد من أصحاب الحسن البصري رحمه الله.
وقد تميز عباد البصرة آنذاك بالمبالغة في التعبد، وظهرت فيهم مظاهر جديدة لم تكن مألوفة من قبل، فكان منهم من يسقط مغشيًا عليه عند سماع القرآن، ومنهم من يخرّ ميتًا، فافترق الناس إزاء هذه الظاهرة بين منكرٍ ومادحٍ، وكان من المنكرين عليهم جمعٌ من الصحابة كأسماء بنت أبي بكر وعبدالله بن الزبير رضي الله عنهم، إذ لم تكن تلك المظاهر في عهد الرسول صلى الله عليه وسلم وصحابته، وهم الأعظم خوفًا والأشد وجلًا من الله سبحانه.
ورأى الإمام ابن تيمية أن حال النبي صلى الله عليه وسلم وصحابته من ضبط نفوسهم عند سماع القرآن أكمل من حال من جاء بعدهم، ولكنه - رحمه الله - لا يذهب إلى الإنكار على من ظهر منه شيءٌ من ذلك إذا كان لا يستطيع دفعه، فقال: «والذي عليه جمهور العلماء أن الواحد من هؤلاء إذا كان مغلوبًا عليه لم ينكر عليه وإن كان حال الثابت أكمل منه».

### بداية ظهور اسم الصوفية
يقول الإمام القشيري: 

ويقول محمد صديق الغماري: 

### ظهور التصوف كعلم
بعد عهد الصحابة، والتابعين، دخل في دين الإسلام أُممٌ شتّى، وأجناسٌ عديدةٌ، واتسعت دائرة العلوم، وتقسّمت وتوزّعت بين أرباب الاختصاص؛ فقام كل فريقٍ بتدوين الفن والعلم الذي يُجيده أكثر من غيره، فنشأ ـ بعد تدوين النحو في الصدر الأول ـ علم الفقه، وعلم التوحيد، وعلوم الحديث، وأصول الدين، والتفسير، والمنطق، ومصطلح الحديث، وعلم الأصول، والفرائض «الميراث» وغيرها. وبعد هذه الفترة أخذ التأثير الروحي يتضاءل شيئاً فشيئاً، وأخذ الناس يتناسون ضرورة الإقبال على الله بالعبودية، وبالقلب والهمة، مما دعا أرباب الرياضة والزهد إلى أن يعملوا هُم من ناحيتهم أيضاً على تدوين علم التصوّف، وإثبات شرفه وجلاله وفضله على سائر العلوم، من باب سدّ النقص، واستكمال حاجات الدين في جميع نواحي النشاط.
وكان من أوائل من كتب في التصوف من العلماء:
- الحارث المحاسبي، المتوفى سنة 243 هـ، ومن كتبه: بدء من أناب إلى الله، وآداب النفوس، ورسالة التوهم.
- أبو سعيد الخراز، المتوفى سنة 277 هـ، ومن كتبه: الطريق إلى الله.
- أبو نصر عبد الله بن علي السراج الطوسي، المتوفي سنة 378 هـ، وله كتاب: اللمع في التصوف.
- أبو بكر الكلاباذي، المتوفي سنة 380 هـ، وله كتاب: التعرف على مذهب أهل التصوف.
- أبو طالب المكي، المتوفى سنة 386 هـ، وله كتاب: قوت القلوب في معاملة المحبوب.
- أبو قاسم القشيري، المتوفى سنة 465 هـ، وله الرسالة القشيرية، وهي من أهم الكتب في التصوف.
- أبو حامد الغزالي، المتوفى سنة 505 هـ، ومن كتبه: إحياء علوم الدين، الأربعين في أصول الدين، منهاج العابدين إلى جنة رب العالمين، بداية الهداية، وغيرها الكثير. ويعد كتاب إحياء علوم الدين من أشهر -إن لم يكن الأشهر- كتب التصوف ومن أجمعها.

### ظهور التصوف كطرقٍ ومدارس
يرجع أصل الطرق الصوفية إلى عهد رسول الله محمد بن عبد الله ﷺ عندما كان يخصّ كل من الصحابة بورد يتفق مع درجته وأحواله:
- أما الصحابي علي بن أبي طالب، فقد أخذ من النبى الذكر بالنفى والإثبات وهو (لا إله إلا الله).
- وأما الصحابي أبو بكر الصديق، فقد أخذ عنه الذكر بالاسم المفرد (الله).

ثم أخذ عنهما من التابعين هذه الأذكار وسميت الطريقتين: بالبكرية والعلوية. ثم نقلت الطريقتين حتى التقتا عند الإمام أبو القاسم الجنيد. ثم تفرعتا إلى الخلوتية، والنقشبندية. واستمر الحال كذلك حتى جاء الأقطاب الأربعة:
1. أحمد بن علي الرفاعي
2. عبد القادر الجيلاني
3. أحمد البدوي
4. إبراهيم الدسوقي

فشيّدوا طرقهم الرئيسية الأربعة وأضافوا إليها أورادهم وأدعيتهم. وتوجد اليوم طرق عديدة جدًا في أنحاء العالم ولكنها كلها مستمدة من هذه الطرق الأربعة. إضافة إلى أوراد أبي الحسن الشاذلي صاحب الطريقة الشاذلية والتي تعتبر أوراده جزءًا من أوراد أي طريقةٍ صوفيةٍ موجودة اليوم.
| تاريخ التصوف | هذا علم من العلوم الشرعية وأصله أن طريقة هولاء القوم لم تزل عند سلف الأمة وكبارها من الصحابة والتابعين ومن بعدهم طريق الحق والهداية، وأصلها العكوف على العبادة والانقطاع إلى الله تعالى والإعراض عن زخرف الحياة وزينتها والزهد فيما يقبل عليه الجمهور من لذة ومال وجاه والانفراد عن الخلق في الخلوة للعبادة. وكان ذلك عاما في الصحابة والسلف ولما نشأ الإقبال على الدنيا في القرن الثاني وما بعده وجنح الناس إلى مخالطة الدنيا اختص المقبلون على الله باسم الصوفية. ابن خلدون - المقدمة | تاريخ التصوف |

## التصوف في جزيرة العرب

### السعودية
كان إقليما الحجاز وتهامة في شبه الجزيرة العربية في عهد الدولة العثمانية ساحةً للتصوف، فبحكم مكانتهما الدينية بوجود الحرم المكي والحرم النبوي في الحجاز؛ فقد تنوعت الطرق الصوفية فيهما؛ فقد كان هناك طرق السنوسية، والطريقة الإدريسية، الختمية، والكيلانية، والأحمدية، والرفاعية، والبكداشية، والنقشبندية. وفي الوقت الحالي يتواجد التصوف في الاحساء شرق السعودية وفي الحجاز غرب السعودية، ومن رموز الصوفية في المجتمع السعودي، محمد عبده يماني وزير الإعلام السعودي السابق ومحمد علوي المالكي وعبد الله فدعق.

### الكويت
الطريقة الرفاعية هي الطريقة التي أدخلت الصوفية إلى الكويت حسب بعض المصادر، ويستضيف في ديوانه حلقتين أسبوعياً، يلتقي فيها أتباعه لتلاوة الأوراد والأذكار، ويرى بعضهم أن الصوفية في الكويت هي سورية المنبع. لها أتباع في كلية الشريعة والدراسات الإسلامية جامعة الكويت ووزارة الأوقاف، لكنهم يجنبون إظهار ذلك بشكل واضح خشية استهدافهم من جانب التيار السلفي، من أبرزهم الدكتور محمد عبد الغفار الشريف الأمين العام للأمانة العامة للأوقاف وعميد كلية الشريعة سابقا، والدكتور يوسف الشراح، والشيخ حمد سنان، والدكتور عبد الله المعتوق وزير الأوقاف السابق الذي كان ضحية التجاذب السلفي – الصوفي إذ تعرض إلى حملة انتقادات حادة من جانب البرلمانيين السلفيين بذريعة أن وزارته كانت تستضيف أقطاب الصوفية في العالم الإسلامي لإلقاء محاضرات ودروس في الكويت، في الوقت الذي تمنع فيه كتب السلفيين كابن باز وابن عثيمين من معرض الكتاب الإسلامي، ولم تتوقف هذه الحملة إلا بعد الإطاحة بالمعتوق من الوزارة. يعد هاشم الرفاعي الأب الروحي للصوفيين، وأحد المنظرين لأفكارهم والمدافعين عن معتقداتهم. لصوفية الكويت جهود في مجال التقريب بين السنة والشيعة.

### البحرين
ينتسب صوفية البحرين إلى عدة طرق، يكتسب الجنيد البغدادي مكانة خاصة، كما تأثروا بشيخهم في البحرين محمد بن علي الحجازي المتوفى في يوليو 1996م والذي كان مجازاً على الطريقة النقشبندية والقادرية. لا تعاني الصوفية في البحرين من مضايقات من قبل الدولة بسبب هامش الحرية الكبير الذي تعيشه الطوائف في البحرين، ويشتكي أتباع المدرسة الصوفية، حسب قولهم، من الحملات المستمرة لتكفيرهم من قبل غلاة السلفية.
كما يعد الشيخ: يوسف بن عبد العزيز بن عبد الله العبد العزيز، الرجل الثاني في البحرين بالأخص بمدينة المحرق حيث كان من كبار المتصوفة انذاك حيث اشتهر بالعلم والتقوى والزهد وتوفي سنة 1990م.

### اليمن
كانت بداية التصوف في اليمن بداية يشوبها التعميم والشمول فلا تستطيع أن تحصرها في شخص واحد تسمه بصبغة التصوف وإنما هي في صفة جماعية يشترك فيها كثير من القوم. وأغلب الذين عرفتهم اليمن من الصوفية عاشوا في تهامة حيث كانت هذه المنطقة من البلاد المحببة لهم، فقد وجدوا فيها الأمن والهدوء مؤثرين العزلة والعبادة في سواحلها وبعيدا عن ضجيج الحياة وقلاقل الحكام. وإذا كان التصوف قد انتشر في المناطق السهلية من اليمن فإنه قد قل في جباله حتى أصبح من الندرة بحيث يعد رجاله بالأصابع، ولا سبب لذلك سوى أن بعض المذاهب التي عرفها اليمن لا ترحب بالتصوف على اعتبار أنه دخيل على الإسلام. وأما في حضرموت فقد اشتهر التصوف عن طريق محمد بن علي باعلوي الشهير بالفقيه المقدم الذي عاش في القرن السابع الهجري حيث أن أهل حضرموت كانوا مشتغلين بالعلوم الفقهية وجمع الأحاديث النبوية ولم يكن فيهم من يعرف طريق الصوفية فأظهر الفقيه المقدم علومها ونشر في تلك النواحي أعلامها فأخذ عنه الجم الغفير وتخرج به العدد الكبير. وظل جيل الصوفية في حضرموت يتتابع حتى عصرنا الحديث.

## التصوف في الأندلس
وجد التصوّف طريقه إلى الأندلس منذ القرن الثاني للهجرة وذلك تحت تأثير الاتصال بحركة التصوف عبر الشمال الإفريقي أو عن طريق الصلات المباشرة مع المشرق الإسلامي، إذ كانت حركة العلماء لا تنقطع، فكان هناك من يغادر الشام للإقامة في الأندلس، كما كان علماء الأندلس يقصدون شبه الجزيرة العربية لأداء فريضة الحج فيتصلون بالمتصوفة في مكة والمدينة، بل ويسافرون للتباحث مع علماء ومتصوفة العراق وبلاد الشام وبلاد فارس أيضًا. ازدهر التصوف في الأندلس بدخول القرن السابع الهجري وأصبح محيي الدين ابن عربي أحد رؤوس الصوفية حتى لقب بالشيخ الأكبر.
لاق التصوف ازدهارا واسعا، وهو ما تؤكده عشرات الأسماء التي ورد ذكرها في المصادر التاريخية من أمثال موسى بن عمران الميرتلي وأبو الحجاج يوسف الشبربلي، وأبو عبد الله بن المجاهد، وأبو عبد الله قسم وأبو العباس العرياني ونونة فاطمة بنت أبي المدني القرطبية وأبو عبد الله الشرفي وأبو عبد الله محمد الخياط، وأحمد الحزاز وأبو علي حسن الشكاز وعبد الله المالقي.
من متصوّفة الأندلس الأوائل الذين نالوا قدرًا من الشهرة ابن سبعين، ابن عباد الرندي الذي كان صوفيا على الطريقة الشاذلية، قام بشرح كتاب الحكم لابن عطاء الله السكندري ويظهر أنه ترك أثرا واضحا في المصطلحات التي استعملها الصوفي المسيحي المعروف بالقديس يوحنا الصليبي وأتباعه المسمون بأهل النور، ومن دلائل ذلك استعمال الشاذلية وأهل النور لفظي «البسط» و{القبض» بمعنى النور والظلام، وكذلك زهد الفريقين في الكرامات.
ترك متصوفة الأندلس أثرا لا يُمحى في تاريخ المسيحية في أوروبا وهو ما يظهر جليا في كتابات رايموند ليليو الصوفي النصراني الميورقي، اعتمد على كُتَّاب المسلمين، خصوصا ابن عربي، وتتجلى في كتابات ليوليو رقة ظاهرة للمسلمين تولدت من دون شك من مداومته على قراءة الكتب العربية، فقد كان يرمي إلى أن ينقل إلى النصرانية طائفة مما جرى عليه المسلمون من تقاليد دينية، فدأب على استهلال رسائله باسم المسيح، لأن المسلمين يستهلون كتبهم باسم محمد، وقام بفصل الرجال عن النساء في الكنائس وهو يمتدح في المسلمين إخلاصهم لدينهم وأراد أن تتلى أسماء الله في الكنائس كما يرتل المسلمون القرآن في المساجد وهو يؤكد في كتابه «بلا نكرنا» أنه ألف كتاب «الصديق والمحبوب» على طريقة الصوفية، ولا يبعد أن يكون ألف على نهج ترجمان الأشواق لابن عربي.

## التصوف في المغرب الأقصى

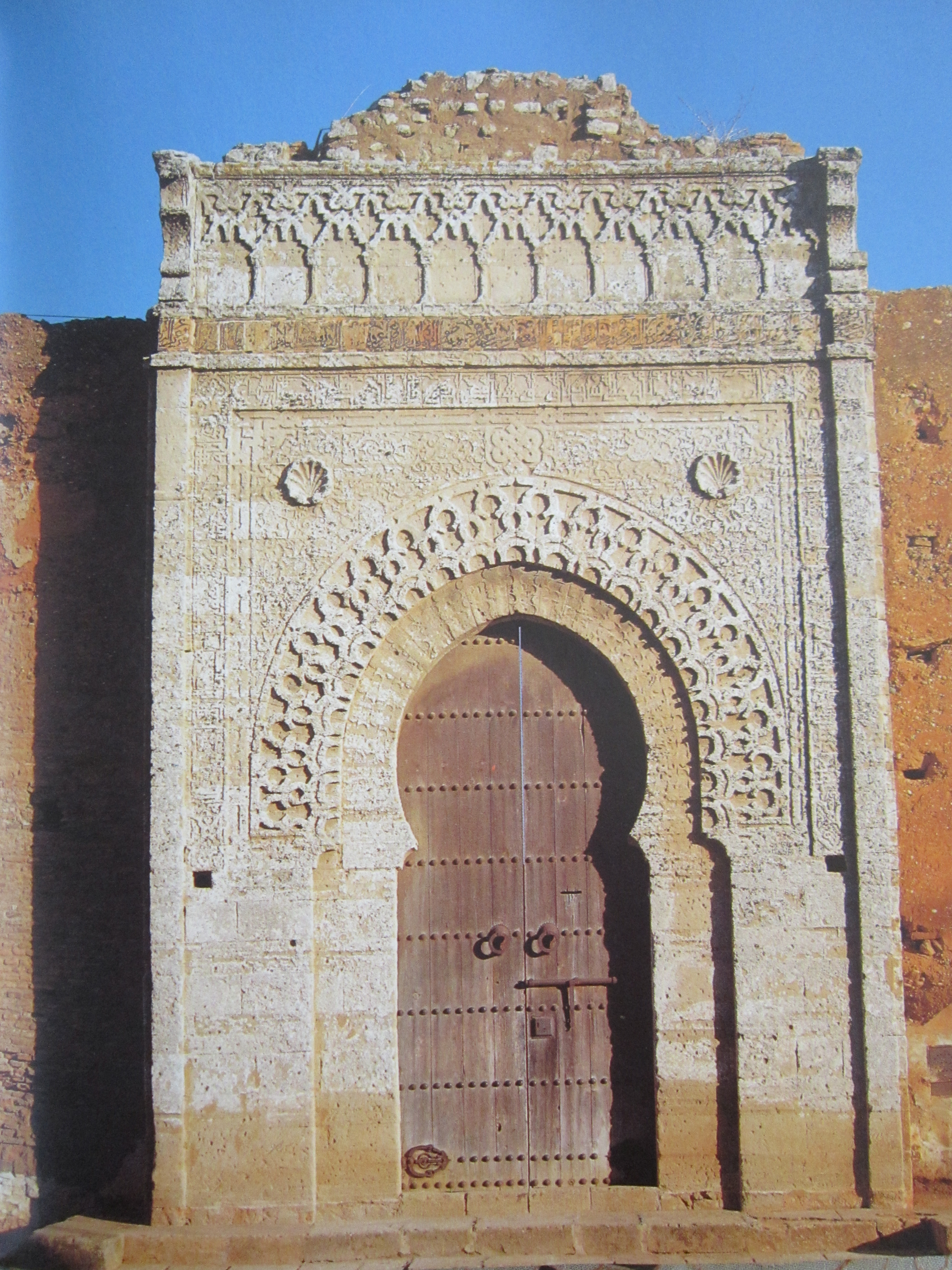
زاوية النساك التي أسسها السلطان أبو عنان فارس سنة 1356م في سلا.

إن تاريخ المغرب هو تاريخ سيادة التيار الصوفي بتعبيراته المختلفة، ولم يشكل هذا التيار محاضن للتربية الروحية فقط، بل محاضن للجهاد أيضا، فلقد كانت الممارسة الصوفية هي الشكل السائد للتدين في المجتمع المغربي وذلك من خلال الرعاية الرسمية للدولة. مر التصوف في بلاد المغرب الأقصى بمرحلتين : مرحلة التبعية؛ حيث تم إدخال التصوف ابتداء من القرن الحادي عشر الميلادي من قِبل حجاج الأماكن المقدسة، ومن الصعب الحديث في هذه الفترة عن تصوف «مغربي»؛ لكون أهم الصوفية المغاربة -أمثال أبي يعزى يلنور، وابن عربي، وعلي بن حرزهم- كانوا شرقيي الصوفية. ومرحلة «مغربة» التصوف التي دشنها عبد السلام بن مشيش، الذي رغم أنه درس على يد أئمة الصوفية التابعين -كأبي مدين الغوث وعلي بن حرزهم- فإنه لم يسلك مسلكهم؛ بل سعى إلى التميز عنهم، وقد أكمل تلميذه أبو الحسن الشاذلي مرحلة «مغربة» التصوف لتصل ذروتها مع محمد بن سليمان الجزولي.

انتشار التصوف في المغرب في البداية كانت تهدف أساسا إلى نشر الإسلام فيما وراء الحواضر؛ حيث بدأ منذ القرن الثالث عشر الميلادي يتوغل في الأرياف.
وبدءا من القرن الرابع عشر الميلادي انتقل التصوف من الإطار الدعوي إلى الإطار السياسي، وبدأت المعالم الأولى للطرق الصوفية تتشكل في العهد الموحدي ليكتمل هذا التشكل مع أبي عبد الله محمد بن سليمان الجزولي الذي يعتبر مؤسس أول طريقة صوفية في المغرب جراء التحولات التي طرأت على بنية المجتمع. ويمكن القول بأن الطرق الصوفية أصبحت ابتداء من القرن الخامس عشر الميلادي مؤهلة لتزويد البلاد بنظام الحكم. وبلغت الزاوية أوج قوتها عند مبايعة شيخ الزاوية الدلائية سلطانا على المغرب. امتدت الصوفية المغربية إلى ما وراء الحدود، فتأسست بمختلف أقاليم الشمال الإفريقي ـ بل وحتى في مصر - زوايا تقبس من معين الطرق المغربية كالعيساوية والتيجانية والطيبية بتونس، كما أحدث المغاربة أورادا خاصة لطرق خارجة عن المغرب مثل القادرية.
يتميز المشهد الصوفي المغربي حاليا بتنوع الطرق والزوايا التي تمتد على طول التراب المغربي، من الشمال إلى الجنوب، ومن أشهرها: الطريقة الكتانية، والعلوية، والبودشيشية، والزاوية الريسونية، ومجلس أهل الله، والطريقة البوعزاويةو الطريقة المعينية
ما يميز الزوايا الصوفية بالمغرب هو اتفاقها جميعا على ضرورة «الشيخ» في السلوك إلى الله تعالى، وهذا ما يثير تحفظات منتقدي الصوفية؛ لأن هناك مبالغات غير مقبولة في النظر للشيخ، والاعتماد عليه في الزاد الإيماني والمراقبة والمشارطة.

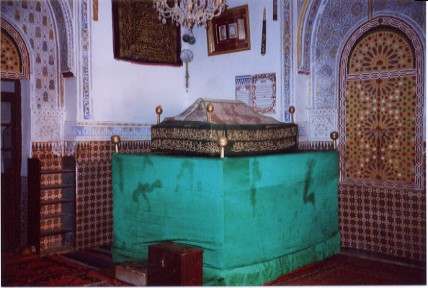
ضريح في أحد الزاويات بآسفي.

طبيعة التنشئة السياسية التي يتلقاها مريدو الزوايا والطرق الصوفية تكرس بشكل متزايد الثقافة السياسية القائمة على الانكفاء والانشغال بالدين بمفهومه الطقوسي والشعائري بعيدا عن الاهتمام والخوض في أمور الشأن العام، وبالتالي تكريس مزيد من السلبية السياسية التي تؤدي إلى تزايد عدد أعضاء التيار الديني الشعبي الموالي للسلطة السياسية، بالإضافة إلى أنها تشكل أحد الروافد الأساسية لجلب التأييد وإحياء الولاء الديني والروحي لأمير المؤمنين. تموقع التصوف عنصرا أساسيا ضمن إستراتيجية إعادة هيكلة الحقل الديني بالمغرب، وهي إستراتيجية جديدة، من ضمن أبعادها تفعيل التصوف كمحدد للسلوك، بهدف مواجهة التيار السلفي الوهابي بصيغته التقليدية والجديدة، حيث اعتبرت السلطات أن مصدر الخطر يكمن في الإيديولوجية السلفية.

### أول مراكز الذكر
برزت زوايا أصبحت مراكز للتصوف وتلاوة الأحزاب وقراءة الأوراد والذكر. وكان أنشط هذه الزوايا:
- زاوية حي المخفية بفاس وزاوية حي العيون بتطوان، وقد أسسهما معا الشيخ أبو المحاسن يوسف الفاسي المتوفي سنة 1013 هـ.
- زاوية حي القلقليين بفاس التي أسسها عبد الرحمن بن محمد الفاسي المدعو بالعارف المتوفى سنة 1045 هـ
- زاوية تامكروت بدرعة جنوب المغرب التي أسسها عمر بن أحمد الأنصاري عام 983 هـ
- الزاوية الدلائية التي أسسها في أواخر القرن العاشر أبو بكر بن محمد الدلائي.
- الزاوية المعينية التي اسسها الشيخ ماء العينين الملقب بشيخ الاقطاب

## التصوف في المغرب الأوسط
في الجزائر أو ما يعرف قديماً بالمغرب الأوسط، فقد بدأ التصوف فيه تصوفاً نظرياً، ثم تحول ابتداء من القرن العاشر الهجري، واتجه إلى الناحية العملية الصرف، وأصبح يطلق عليه «تصوف الزوايا والطرق الصوفية». كان من أوائل وأحد أوتاد الطريقة الصوفية في الجزائر: الشيخ أبو مدين شعيب بن الحسن الأندلسي، وقد عرفت طريقته المدينيـة شهرة واسعة وأتباعاً كثر في مختلف أنحاء المغرب الإسلامي، وازدادت شهرة على يد تلميذه عبد السلام بن مشيش (ت 665 هـ= 1228 م)، ثم ازدادت نشاطاً وأحياها من بعده شيخ الطريقة الشاذلية وتلميذ ابن مشيش أبو الحسن الشاذلي. وكان لتعاليم الشاذلي في الجزائر الأثر الأكبر بحيث يكاد يجزم أن معظم الطرق التي ظهرت بعد القرن الثامن تتصل بطريقة أو بأخرى بالطريقة الشاذلية.
ومن أبرز علماء الجزائر الذين شاع التصوف العملي وانتشر بسببهم عبد الرحمن الثعالبي ومحمد بن يوسف السنوسي، اللذان يعتبران من كبار العلماء والزهاد في القرن التاسع الهجري، فقد جمع كل منهما بين الإنتاج العلمي والسلوك الصوفي، وانتفع بكل منهما خلق كثير وكان لهما تأثير في المعاصرين وفي اللاحقين، وقد كانا كلاهما من أتباع الطريقة الشاذلية، وألفوا كتبا في أصولها وفي تراجم رجالها.
اتخذ التصوف في الجزائر منذ بداية ظهوره بها أبعادا اجتماعية، وذلك بسبب الظروف التي كانت تعيشها البلاد في القرون السابع والثامن والتاسع الهجرية وانساق الناس ورائه لما وجدوا فيه من مساواة وعدل وإحساس بالوجود والأهمية، فقد كان شكلا من أشكال التعبير عن الغضب الشعبي والتمييز الطبقي بين طبقة الأغنياء والمترفين وطبقة الفقراء والمعدمين.
مر التصوف في الجزائر بمرحلتين أساسيتين هما:
- فترة التصوف النخبوي، وذلك خلال القرون السادس والسابع والثامن الهجرية: وهي الفترة التي بقي فيها التصوف يدرس في المدارس الخاصة، واقتصاره على طبقة معينة من المتعلمين، وعدم انتشاره بين الطبقات الشعبية، وبقائه في الحواضر الكبرى: تلمسان، بجاية، وهران.
- فترة التصوف الشعبي، أو ما تعرف بفترة الانتقال من التصوف الفكري إلى التصوف الشعبي، وقد وقع ذلك في القرن التاسع الهجري، وفيها انتقل التصوف من الجانب النظري إلى الجانب العملي، وهو الانتشار الكبير للزوايا والرباطات في الريف والمدن، وانضواء الآلاف من الناس تحت لوائه، والتركيز على الذكر والخلوة، وآداب الصحبة وما إليها من مظاهر التصوف الشعبي. وبفتح باب التصوف للعامة وأهل الريف، انتقل من النخبة إلى العامة، من المدينة إلى الريف، وظهرت الطرق الصوفية الكبرى وانتشرت في مختلف أرجاء القطر: كالقادرية، المدينية، الشاذلية.[37]

حالياً تحظى برعاية خاصة من قبل السلطات، تجلت بالأساس في تنظيم الملتقيات الوطنية والإقليمية، وحتى الدولية التي تعرف بالدور التاريخي والحضاري لهذه الفرق فضلا عن فتح وسائل الإعلام الثقيلة أمامها بغية الترويج لأفكارها وأدبياتها.

## التصوف في مصر

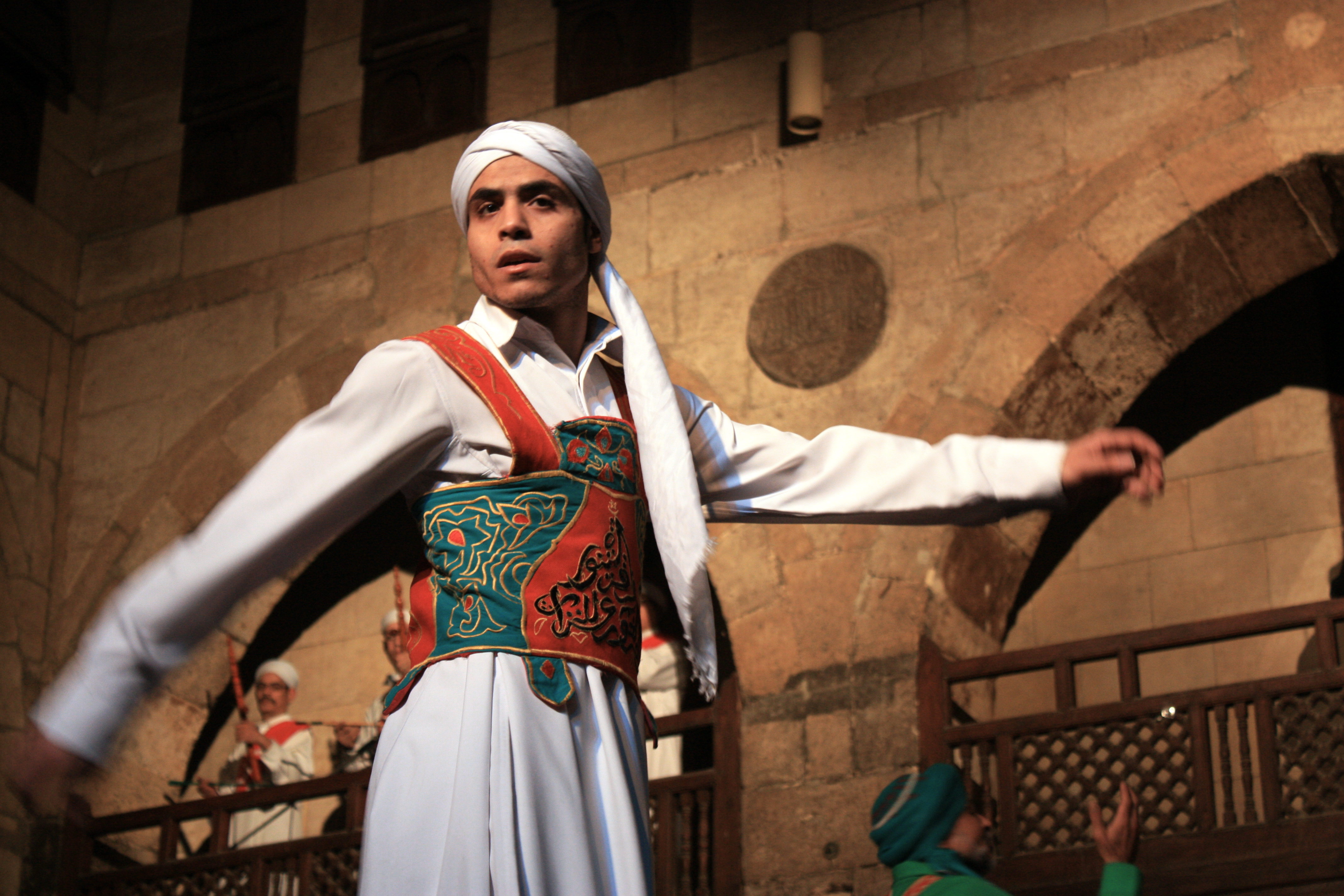
رقص صوفي في القاهرة، مصر

اشتهرت بمصر عدّة طرق صوفيّة كانت في معظمها وافدة وليست من تأسيس المصريين، كانت تمثل مع بداية ثورة 23 يوليو 1952م نحو 3 ملايين منتسب ينتظمون في 60 طريقة، أيدت جمال عبد الناصر بوضوح في القضايا السياسية والاقتصادية والاجتماعية الداخلية والخارجية من البداية فعلى سبيل المثال وقفت مشيخة الطرق الصوفية مع عبد الناصر في صراعه ضد الإخوان المسلمين. في ديسمبر 1967م سار أكبر موكب صوفي رسمي في مصر تأييدا لعبد الناصر في أعقاب هزيمة 5 يونيو 1967. وما زالت الطرق الصوفية تسير على هذا النهج حتى الآن من تأييد الحاكم وعدم اتخاذ أي مواقف معارضة له، وعدم تأييد أي قوى معارضة. وهذا كله أضعف من إقبال الناشطين الإسلاميين عليها، فلا يقبل عليها إلا راغبي الراحة النفسية والبعد عن مشكلات الواقع بكل تعقيداته السياسية والاقتصادية والاجتماعية والثقافية. من أهم الطرق الصوفية في مصر على مر التاريخ:

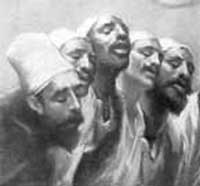
حلقات الذكر في مصر

- الطريقة القادرية انتشرت طريقته في مصر، وأصبحت هذه الطريقة أصل الكثير من الطرق الصوفيّة بمصر والمغرب.
- الطريقة الرفاعية أسّست بالعراق، ثمّ انتقلت هذه الطريقة إلى مصر عبر أبي الفتح الواسطي أواخر القرن 6ھ/12 م، وأنشأ رباطا له ولمريديه بالإسكندرية عرف برباط الواسطي، واستمر نشاط هذه الطريقة بمصر خلال عصر المماليك وانتسب إليها الكثير من أفراد المجتمع المصري.
- الطريقة السهروردية انتشرت هذه الطريقة بمصر بشكل كبير، وأصبح أتباعها يؤسّسون المدارس والربط الخاصّة بهم لنشر تعاليم طريقتهم.
- الطريقة الأحمدية: أسّسها الشيخ أحمد البدوي، الّذي ارتحل من المغرب إلى مكّة ومنها إلى مصر. لما توفي خلفه في رئاسة الطريقة تلميذه عبد العال الأنصاري.
- الطريقة البرهامية: أسّسها الشيخ إبراهيم الدسوقي (ت:676ھ/1278م)، وهو مصري الأصل والمولد، وانتشرت طريقته في مصر وبقية بلدان المشرق.

غير أنّ أشهر طريقة عمّت مصر ومنها انتقلت إلى المغرب الأوسط وإن كان أصل مؤسّسها مغربي هي:
- الطريقة الشاذلية: وهي منسوبة لمؤسّسها الشيخ أبي الحسن الشاذلي، وهو صوفي بارز الاتجاه، وأصله من شاذلة ببلاد المغرب، ووفد إلى مصر مع جملة من تلاميذه، واستوطنوا مدينة الإسكندرية حوالي سنة 642ھ/1243م وكونوا بها مدرسة صوفيّة. وكان من أشهر تلامذة أبي الحسن الشاذلي الشيخ أحمد أبي العبّاس المرسي الّذي خلفه وتولى قيادة الطريقة الشاذليّة حتّى وفاته بالإسكندريّة سنة 686 ھ/1284م، ثمّ خلفه تاج الدين بن عطاء الله السكندري المصري الّذي ألّف في مناقب شيوخه كتاب لطائف المنن.

شيخ مشايخ الطرق الصوفية بمصر حالياً هو عبد الهادي القصبي، وتأسست بمصر أول فضائية عربية صوفية هي القناة الصوفية، لنشر ثقافة «الاعتدال» الصوفي بالمنطقة.

## التصوف في الشام

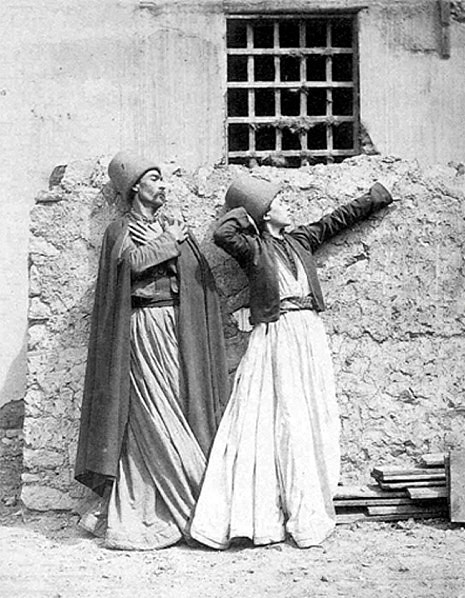
دراويش شاميين من القرن التاسع عشر - تصوير هارت

### التصوف في الأردن
يُعتبر التصوف في الأردن نمط حياة قديم ومتجذر لدى أغلب طوائف وطبقات المجتمع الأردني، وفيه العديد من الزوايا الصوفية وحلقات العلم والذكر، غير أن منتسبي التصوف في الأردن يعانون من اضطهاد بعض الحركات الفكرية الأخرى مما يحدّ من انتشار فكر التصوف الصحيح بين العوام. أما الطرق الصوفية في الأردن؛ فهنالك الشاذلية، وتنتشر في كافة أنحاء المملكة والشاذلية اليشرطية والطريقة القادرية والرفاعية والنقشبندية والخلوتية الرحمانية وممتدة في فلسطين والأردن. كما يوجد عدة مزارات وقبور لأعلام التصوف مثل الجنيد البغدادي والمشهور بين أهل التصوف بـ «إمام الطائفتين»، الذي تسمى بلدية «الجنيد» في عجلون باسمه. وأبو سليمان الداراني والمدفون في منطقة الشوبك.
كانت المسجد الأقصى خلوة وساحة علمية لسالكي طريق التصوف، فالإمام الغزالي معروف عنه أنه اتخذ المسجد الأقصى خلوة له، وكذلك كانت الأردن مقراً لكثير من العلماء ذكرهم التاريخ، بأسماء مدنهم وقراهم كالكركي والعجلوني والبلقاوي والأربدي والباعوني والباعونية. أما حديثاً، ومنذ قرن، لم يوجد عالم ولا قاض إلا كان من أتباع المذهب الحنفي أو الشافعي، أما المالكية فمن تتلمذ منهم على الشيخ الشنقيطي، فقط، وكلهم وبلا استثناء كانوا صوفيين في مشاربهم وأخلاقهم ولهم بذلك سند طريقة. وكان سلوكهم في المجتمع صوفيا تربية وسلوكاً وإرشاداً. فمن مشايخ التصوف المقيمين في الأردن:
- نوح القضاة، مفتي الأردن سابقًا.
- إسماعيل الكردي، شيخ الطريقة الشاذلية والمقيم في مدينة إربد.
- حسني الشريف، شيخ الطريقة الخلوتية الجامعة الرحمانية، والمقيم في مدينة عمان في حي الجندويل، ولديهم زاوية «الأشراف المغاربة» تجمع ما بين حلقات الذكر ودروس العلم.
- حازم أبو غزالة، شيخ الطريقة القادرية الشاذلية، والمقيم في مدينة عمان في حي نزال.
- نوح كلر، أمريكي الأصل، وشيخ الطريقة الشاذلية، مقيم في مدينة عمان في حي الخرابشة، وله زاوية هناك.
- معاذ سعيد حوى، سوري الأصل.

### التصوف في فلسطين
يعتبر التصوف ظاهرة إسلامية كباقي الطوائف الأخرى حيث يقال ان نشاتها الأولى في فلسطين كانت على يد بعض الشيوخ في منطقة الخليل من عائلة القواسمي حيث كانت لهم علاقات قوية مع شيوخ الكوفة والبصرة في تلك الفترة فاخذوا منهم هذه المعتقدات ولهم عدة طرق ابرزها في فلسطين الطريقة (الخلوتية) وهناك أيضا الأحمدية والقادرية والشاذلية لكن ابرزها الطريقة الخلوتية.

## التصوف في العراق
لقد بدأ التصوف بالظهور في العراق بعد ظهور عدد من الشيوخ والمؤسسين لطرق الصوفية في ارض العراق ما ادى إلى ظهور عدة طرق للتصوف ومن هذه الطرق التي ظهرت هي:
1.. الطريقة القادرية: وهي طريقة ظهرت في العراق وسميت بهذا الاسم نسبة إلى مؤسسها الشيخ عبد القادر الجيلاني
2..الطريقة الرفاعية ظهرت في جنوب العراق وسميت بهذا الاسم نسبة إلى مؤسسها الشيخ أحمد بن علي الرفاعي

## التصوف في تركيا
كان للطرق الصوفية دور بارز في إدارة شئون الدولة وتأسيسها فكان شيوخ الطرق يعملون على نشر الإسلام وإعداد المسلمين للجهاد.وقد تقلد الصوفية مناصب كبيرة في الدولة، ومن أشهر الطرق التي كان لها دور بارز في الدولة العثمانية الطريقة النقشبندية والطريقة الرفاعية والطريقة المولوية والطريقة البكتاشية. وكان السلاطين العثمانيون مرتبطون بشيوخ الصوفية وبالطرق والتكايا، وكان لأهل التصوف دورهم في الدفاع عن الإسلام وكان لهم نفوذ على الهيئة الحاكمة في الدولة ورقابة سياساتها، وكان رجال التصوف يشتركون مع الجيش العثماني في فتوحاته وساهموا في تحقيق العديد من الانتصارات.

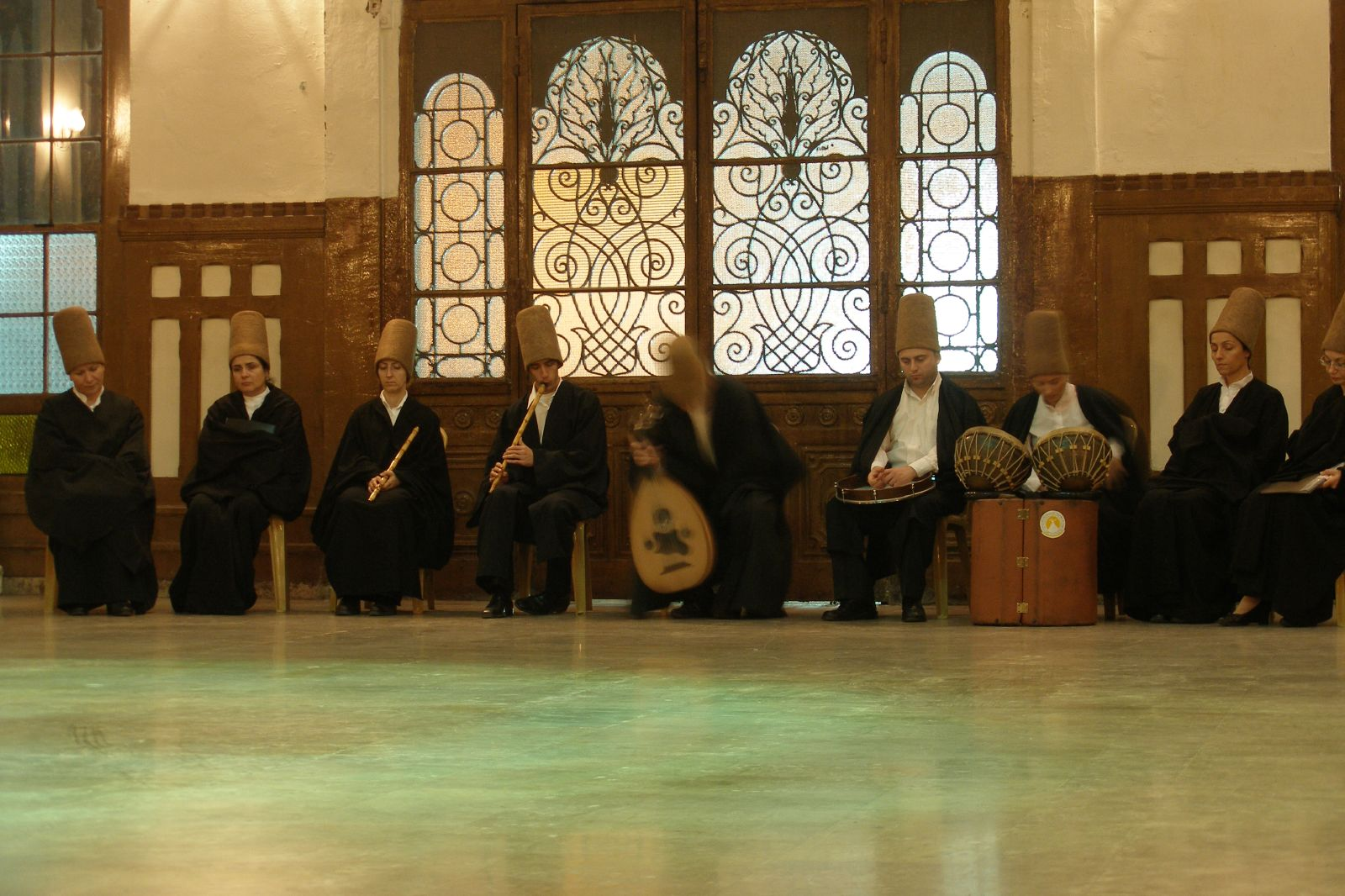
متصوفة في إسطمبول

### الطريقة النقشبندية
تعد الطريقة النقشبندية أكبر الطرق الصوفية في تركيا من حيث عدد المنتسبين إليها، وينتسب معظم أهلها إلى الفرع المعروف بـ«النقشبندية الخالدية» التي أخذت اسمها من خالد البغدادي الذي توفي في القرن الـ19، ومن أبرز الجماعات المندرجة ضمن هذه الطريقة من يحسب لها أدوار اجتماعية وثقافية وسياسية فاعلة:
- السليمانيون
- جماعة إسماعيل أغا
- جماعة المنزل
- جماعة أرانكوي
- جماعة إسكندر باشا

### الجماعة النورسية
الطريقة النورسية نسبة إلى مؤسسها بديع الزمان سعيد النورسي، فقد شكّلت نوعاَ من جماعات التكامل والتضامن الاجتماعي، وهي من أكثر الجماعات الصوفية الإسلامية تأثيراَ على الحياة السياسية التركية، وقد تأسست على يد بديع الزمان سعيد النورسي الذي اشتغل بالتدريس في فروع ومناح علمية مختلفة، وسعى إلى إنشاء جامعة إسلامية في شرق الأناضول لخدمة الإسلام على غرار الجامع الأزهر، وتكون قادرة على تعليم الشباب العلوم الحديثة والعلوم القرآنية. ولكن مع انهيار الدولة العثمانية وقيام تركيا الحديثة على يد حكومة أتاتورك ثارت الأقاليم الشرقية في الأناضول عام 1925 ضد حكومة أتاتورك وطلب من سعيد النورسي الحرب ضد الحكومة إلا انه رفض إراقة دماء إخوانه في الإسلام، وشرع في كتابة رسائل النور التي تمحورت حول أبعاد خطر الفوضى الداخلية وتقوية أواصر المحبة بين تركيا والعالم الإسلامي، وإبعاد فكرة القومية والعنصرية.

## التصوف في آسيا

### ماليزياوأندونيسيا
لا يُعرف على وجه التحديد متى دخلت تعاليم التصوف إلى ما يعرف بماليزيا اليوم، ومع وجود اختلافات في تقدير ذلك فإن من المتفق عليه أن تاريخها يمتد لعدة قرون ماضية بفضل الدعاة المتقدمين الذين جاءوا إلى شبه جزيرة الملايو وأرخبيل (جزر ما يعرف بإندونيسيا وجوارها اليوم)، ومن أشهر هؤلاء: الشيخ عبد الله العارف الذي قدم من جزيرة العرب عام 1165م وغيره. وأبرز 3 مصادر للتصوف في ماليزيا هي: مكة المكرمة، والهند، وإندونيسيا. فمكة كانت مقصد طلاب العلم الملايويين وخصوصا في الفترة ما بين القرنين السابع عشر والتاسع عشر الميلاديين. والتصوف في ماليزيا تأثر بمراحل تغييره على امتداد العالم الإسلامي من عهد جيل التصوف السني الأول إلى عهد تيارات التصوف الفلسفي، وما عرف عنها من انحرافات، ثم التصوف الشعبي فيما بعد سقوط بغداد.
نزعة التصوف لازمت الكثير من الدعاة العرب والهنود وغيرهم ممن جاء إلى هذه البلاد، ثم كان دور جيل العلماء الملايويين الذين تركوا لأحفادهم مؤلفات إسلامية صوفية كثيرة. مع مجيء الشيخ عبد الله العارف كان مجيء الشيخ إسماعيل ظفي الذي زار آتشيه بشمال سومطرة الإندونيسية، وعمل على الدعوة إلى الإسلام متلازما مع نشر طريقته القادرية، وكان هناك داعية عربي آخر هو عبد الله الذي زار ولاية قدح الماليزية الشمالية عام 531 هـ ناشرا الإسلام بين سكانها خلال 5 سنوات فقط، وتقول الحكايات بأنه هو الذي سمى الولاية بهذه الاسم بعد أن صار ملك الولاية يطيع الشيخ فيما ينصحه به، وقبره معروف بالولاية.
ومن هؤلاء الدعاة الأوائل الشيخ أبو عبد الله مسعود بن عبد الله الجاوي الذي ذكره الشيخ يوسف النبهاني قائلا بأن «الشيخ الجاوي عالم مشهور كان له تلاميذ كثيرون في عدن»، وقد توفي في سنة 768 هـ، وكان معاصرا لابن بطوطة، وعاش في مملكة باساي الإسلامية الشهيرة بسومطرا، وهكذا جمع الجاوي بين تأثيره بين العرب والملايويين في آن واحد، لكن مؤلفاته اختفت اليوم.
وفي القرن التاسع الهجري (الـخامس عشر الميلادي) اشتهرت في جزيرة جاوا الإندونيسية الواقعة جنوب شبه جزيرة الملايو قصة الأولياء التسعة الذين كانوا من أوائل الدعاة الذين نشروا الإسلام بين أهالي الجزيرة وأخرجوا سكانها من الهندوسية والبوذية والوثنية، وكانوا يعملون كفريق دعوي، ويسمى رئيسهم الولي، وكان عندما يتوفى أحدهم يرشحون داعية آخر مكانه حتى يظل العدد هو 9 دعاة.
برزت أسماء مشهورة في تاريخ مسلمي جنوب شرق آسيا مثل شمس الدين باساي الذي كان يتبع الجنيد البغدادي، وحمزة الفنصوري الذي يُعد أشهر علماء الصوفية في العالم الملايوي، ويتحدث عنه بإسهاب، فيما تركه من آثار ومؤلفات كثيرة؛ ولأنه كان في سومطرا الأقرب لما يعرف بماليزيا اليوم؛ فقد كان دوره واضحا في نشر الصوفية في ماليزيا التي زارها في الفترة التي عاش بها بين عامي 1589م و1604م، وكان من تلامذته صوفيون ملايويون كبار مثل الشيخ شمس الدين السومطراني، لكنه في نفس الوقت كان محل جدل واسع بين الدارسين المسلمين منهم والمستشرقين.

## الجهاد والقعود
عملت الصوفية في أحسن ظروفها في مجال مجاهدة النفس، واعتزال صوارف الدنيا، والسعي إلى طريق الله، وكل ذلك يتم من خلال منظومة يقف على قمتها شيخ الطريقة، كما توجد لهم مفاهيم بها قدر غير قليل من الإشكالات الشرعية، تتهم بأنها تدعو مريديها إلى القعود عن الجهاد، بل يصل الإتهام إلى وصفها بالتعاون مع الأعداء لنشر روح القعود والتخاذل بين الناس.
قاد مشايخ الطريقة حركة الجهاد في مناطق مختلفة، من بينهم المتصوف المجاهد العياشي التي تحول إلى اسطورة شعبية في بلاد المغرب لحملاته الجهادية ضد المستعمرين الإسبان والبرتغال والإنجليز. ومن أبرز الفرق التي عرفت بنشاطها الجهادي، الطريقة النقشبندية، منهم القاضي ملا محمد الغيمراوي النقشبندي الذي قاد المجاهدين في انتصارات متوالية على القوات الروسية في داغستان حتى أطلق عليه اسم الغازي محمد، حيث ظل يحقق انتصارات متوالية بين عامي 1832م إلى 1834م. وكان الشيخ منصور أشرمة أول قائد عسكري صوفي، بمنطقة الشيشان وداغستان وقاد هجمات ناجحة على قوات القيصرية الروسية، واستطاع أن يفني سَرية روسية كاملة على نهر سونجا عام 1785م، وقد أسره الروس في إحدى المعارك عام 1791م، وحكم عليه بالمؤبد. وتولى الشيخ خاس محمد أفندي الباراغلاري النقشبندي قيادة حركة الجهاد.
كما شكلت الصوفية مقاومة شرسة ضد الجيوش الأوروبية في أفريقيا، منها ثورة أولاد سيدي الشيخ والطريقة التيجانية ضد الاستعمار الفرنسي في المغرب العربي، والطريقة السنوسية ضد القوات الفرنسية في وسط أفريقيا، ثم مقاومتها للقوات الإيطالية في ليبياو الطريقة المعينية بقيادة الشيخ ماء العينين مؤسس الطريقة على القوات الفرنسية والإسباني في المغرب. تصنف حالياً تحليلات بعض المراكز البحثية الأمريكية الصوفيةَ في خانة «الإسلام المعتدل»، وتدعو الغرب إلى تشجيعها ورعايتها باعتبارها تنبذ العنف ولا تتبنى التطرف.

## وصلات خارجية
- معالم من تاريخ التصوف بالمغرب شبكة دهشة.
- صور من جهاد الصوفية في القرنين الثاني والثالث الهجريين  أسعد الخطيب، مجلة التراث العربي-مجلة فصلية تصدر عن اتحاد الكتاب العرب.
- «الزاوية» لغة واصطلاحا ومنشأ  الزاوية.
- خريطة الطرق الصوفية في غرب إفريقيا